# Clinton (Arkansas)
Clinton – miasto w Stanach Zjednoczonych, w stanie Arkansas, stolica hrabstwa Van Buren.

## Demografia
W 2008 liczyło 2528 mieszkańców. W 2023 liczba mieszkańców spadła – minimalnie – do poziomu 2524 osób, a gęstość zaludnienia do 84,1 osoby/km².